# 契皮瓦城 (明尼蘇達州)
契皮瓦城（英語：Chippewa City）是位於美國明尼蘇達州庫克縣的一個鬼鎮。

## 地理
契皮瓦城所處的海拔為高於海平面204米（即669英呎），而該地所採用的時區為UTC-6，即北美中部時區（CST）。同時該地設有夏令時間，為UTC-6調快一小時，即UTC-5（CDT）。